# Suva fuscomarginata
Suva fuscomarginata är en insektsart som beskrevs av Ronald Gordon Fennah 1950. Suva fuscomarginata ingår i släktet Suva och familjen Meenoplidae. Inga underarter finns listade i Catalogue of Life.